# Powiat katowicki
Powiat katowicki – dawny powiat ziemski ze stolicą w Katowicach, istniejący w latach 1873–1951 na obrzeżach ówczesnych Katowic i Chorzowa. Obecnie gminy byłego powiatu są dzielnicami Katowic, Chorzowa, Mysłowic, Zabrza, Bytomia, Rudy Śląskiej, Siemianowic Śląskich i Świętochłowic (w województwie śląskim).

## Położenie oraz środowisko naturalne
Dotyczy położenia powiatu i jego środowiska naturalnego z okresu od 7 marca 1939 do 1 kwietnia 1951, czyli z okresu, w którym ukształtowane granice zewnętrzne powiatu nie ulegały zmianie.
Powiat katowicki był centralnym powiatem województwa śląskiego. Wykres jego granic miał kształt zbliżony do trójkąta. Był rozdzielony na dwie części (zachodnią i wschodnią) przez niewchodzące w jego skład miasta wydzielone: Katowice i Chorzów.
Pod względem administracyjnym powiat graniczył: z zachodu z Gliwicami i Zabrzem, od północy z pow. bytomskim, tarnogórskim oraz Bytomiem, od wschodu z pow. będzińskim, chrzanowskim (woj. krakowskie) oraz Sosnowcem, od południa z pow. pszczyńskim i rybnickim.
Pod względem zajmowanej powierzchni, wynoszącej 217,52 km², zajmował przedostatnie miejsce wśród powiatów ziemskich w województwie. Największą powierzchnię w powiecie miały gminy: Janów – 22,3 km², Kochłowice – 20,7 km² oraz Mysłowice – 20,4 km², najmniejszą natomiast: Kończyce i Pawłów – po 1,4 km² oraz Bykowina – 1,6 km².

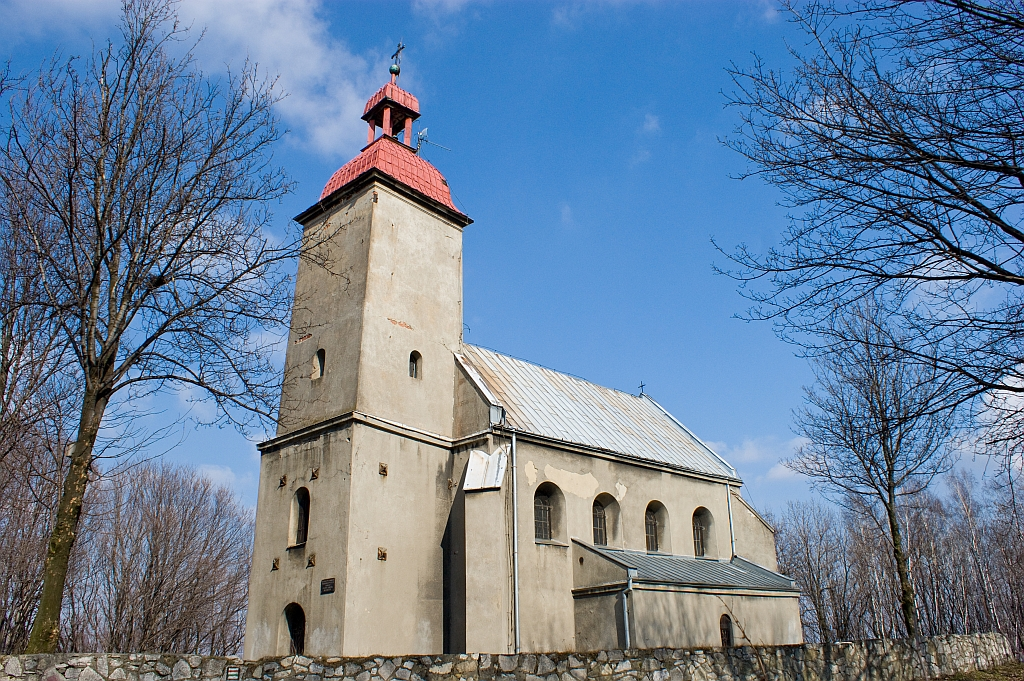
Kościół na Wzgórzu Doroty

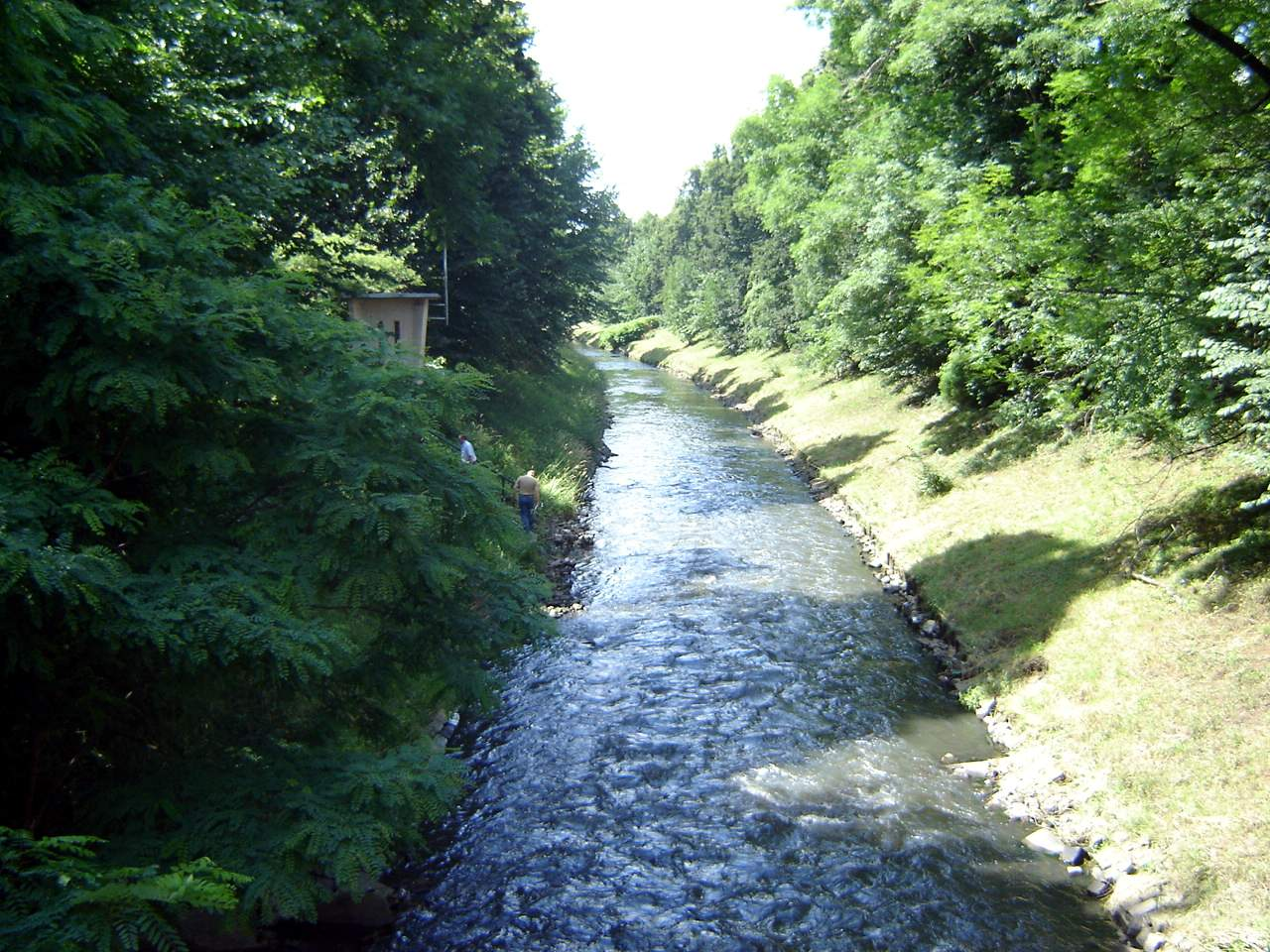
Kłodnica w Gliwicach

Obszar powiatu rozciągał się pomiędzy 18°44′ a 19°10′ długości geograficznej wschodniej i między 50°12′ a 50°21′ szerokości geograficznej północnej. Jego rozciągłość w kierunku południkowym wynosiła ok. 17 km, a w kierunku równoleżnikowym ok. 29 km. Długość granic powiatu wynosiła 105 km.
Pod względem geograficznym powiat leżał w środkowej części Wyżyny Śląskiej (341.1). Od północy ograniczony był Garbem Bytomsko-Chrzanowskim – z grupą wzgórz zbudowanych ze skał triasowych. Od południa z kolei ograniczały go Wzgórza Łazisko-Mikołowskie (do 360 m n.p.m.) oraz Płaskowyż Murckowski (do 352 m n.p.m.).
Teren powiatu poprzecinany był utworami głównie formacji karbońskiej – Wzgórza Chorzowskie ciągnące się od Lipin po Siemianowice (320 m n.p.m.) i Płaskowyż Katowicki (340 m n.p.m.) z zespołem wzgórz koło Halemby (300 m n.p.m.). Główną cechą rzeźby terenu była nieznaczna pagórkowatość, podobna do falistej równiny. Maksymalna różnica wysokości wynosiła przy tym 170 m (okolica Grodźca – Wzgórze Doroty 382 m n.p.m., Gliwice – Dolina Kłodnicy 212 m n.p.m.). Obszar powiatu opadał ze wschodu ku zachodowi.
Istotny wpływ na rozwój gospodarczy powiatu wywarła budowa geologiczna jego podłoża, a zwłaszcza występowanie złóż wysokogatunkowego węgla kamiennego. Usytuowanie powiatu w obrębie bogatej kopaliny Wyżyny Śląskiej wywarło zasadniczy wpływ na jego górniczo-przemysłowy charakter. Z drugiej strony, intensywne zagospodarowywanie terenu powiatu spowodowało daleko idące przeobrażenia głównych komponentów środowiska geograficznego. W rezultacie środowisko to zatraciło szereg cech naturalnych (pierwotnych), a nabyło cechy wtórne, będące wynikiem oddziaływania człowieka. W następstwie tej działalności prowadzonej od kilku wieków na terenie powiatu pojawiły się nowe, niejednokrotnie potężne rozmiarami formy rzeźby terenu, na przykład doły poeksploatacyjne, utworzone w wyniku odkrywkowego wydobywania piasku podsadzkowego lub innych surowców skalnych (Mysłowice, Dąbrówka Mała, Siemianowice).
W krajobrazie powiatu dużą rolę odgrywały również hałdy odpadów górnictwa węglowego, zgrupowane przeważnie w pobliżu szybów wydobywczych. Na przykład w 1947 r. w okolicach Rudy wokół 8 kopalń istniało 27 hałd. Ilość materiału zwałowego według obliczeń była wprost proporcjonalna do wydobycia węgla i wynosiła na każdą wydobytą tonę w przybliżeniu 0,12 m³. Na terenie powiatu istniały także hałdy hutnicze (Lipiny, Szopienice, Wełnowiec).
Podziemna eksploatacja węgla, prowadzona dawniej bez użycia podsadzki dla wypełniania wyrobisk, wywołała znaczne szkody górnicze. Przejawiały się one zwłaszcza w stopniowym osiadaniu terenu, jak również w tworzeniu lokalnych nieckowatych zapadlisk, często wypełniających się wodą. Szkody te widoczne były najbardziej w rejonie Bielszowic, Brzezinki, Brzęczkowic oraz w Makoszowach.
Poważne zmiany rzeźby terenu były także rezultatem działalności budownictwa oraz rozbudowy linii komunikacyjnych, zwłaszcza kolejowych.
Klimat powiatu należał do środkowoeuropejskiej strefy klimatycznej i odznaczał się przewagą wpływu mas powietrza polarnomorskiego przez ok. 236 dni w roku, natomiast masy powietrza kontynentalnego pojawiały się tutaj przez ok. 111 dni. Średnia roczna temperatura powietrza wynosiła 5–8,2 °C. Opady atmosferyczne występowały przez ok. 150 dni. Roczna suma opadów wynosiła ok. 750–800 mm.
Typową cechą klimatyczną było wysokie zanieczyszczenie atmosfery, wywoływane przede wszystkim emisjami z zakładów przemysłowych. Z badań zanieczyszczeń powietrza przeprowadzonych w dolinie rzeki Rawy w latach 1941–1942 wynika, że na obszarze tym osiadało ich ok. 840 ton na dobę, w tym ponad połowę stanowiły sadza i popiół.
Powiat katowicki należał do zlewiska Morza Bałtyckiego i odwadniany był przez dopływ dwu rzek – Wisły i Odry. Dział wodny między tymi rzekami przebiegał na linii: Ruda, Bytom, Świętochłowice, Panewniki. Rzeki na wschód od tej linii (Czarna Przemsza z Brynicą i Rawą) należały do rejonu dorzecza Wisły, na zachód (Kłodnica) – do dorzecza Odry. Ze względu na małe zasoby wody rzeki nie miały znaczenia komunikacyjnego.
Na terenie powiatu nie znajdowały się jeziora naturalne, istniały natomiast sztuczne zbiorniki wodne. Do nich zaliczały się liczne stawy, powstałe przez obniżanie się gruntu na skutek zawalania się komór po wyeksploatowanym węglu. Występowały głównie obok kopalń, wśród hałd w okolicach Świętochłowic i Siemianowic.
Na terenie powiatu występowało zjawisko zaniku wód gruntowych, które przenikały w głąb górotworu i ujawniały się w podziemiach kopalń. Aby uchronić kopalnie przed zatopieniem, wody rzek już w okresie międzywojennym w znacznej części ujęto w betonowe koryta. Charakterystyczne było również zjawisko braku studni.
Na przeważającej części powiatu występowały gleby bielicowe wytworzone na wietrzejących piaskach i łupkach karbońskich lub piaskach, glinach i żwirach polodowcowych. Były to głównie gleby o niskiej wartości użytkowej, a jedynie niekiedy utworzyły się wśród nich nieco lepsze gleby brunatne. W powiecie katowickim nie było zatem dogodnych warunków do rozwoju gospodarki rolnej. Łąki rozprzestrzenione były w sąsiedztwie lasów lub w podmokłych dolinach rzek (np. Kłodnicy w rejonie Panewnik).
Powiat katowicki miał jeden z najniższych wskaźników lesistości, wynoszący ok. 9,3%. Powierzchnia leśna rozciągała się zasadniczo w południowej części gmin Bielszowice, Kochłowice, Brzezinka, wschodniej części gmin Halemba i Kończyce oraz w rejonie Janowa i Panewnik. W drzewostanie dominowała sosna i świerk, a z drzew liściastych najwięcej było brzóz, dębów, olch i grabów.

## Starostowie katowiccy
Za:

### Cesarstwo niemieckie
- Hans Hermann von Berlepsch (1873 – 1877)
- Paul Carl Eduard Grundmann (1877 – 1883)
- Ernst H. G. Holtz (1883 – 1897)
- Ernst E. Herlach (1897 – 1916)
- dr J. Gottfried Schwendy (1916 – 1923)

### II wojna światowa
- Philipp Karl Heimann (1940 – 1943)
- Volkmar Hopf (1943 – 1945)

## Przynależność powiatu
Powiat katowicki w okresie swego istnienia należał administracyjnie:
- od momentu powstania w 1873 r. do 1919 r. do prowincji Śląsk (niem. Provinz Schlesien), jednej z 10 prowincji Królestwa Prus, utworzonej na mocy edyktu Fryderyka Wilhelma III z 30 kwietnia 1815;
- w l. 1919–1922 do samodzielnej prowincji Górny Śląsk (niem. Provinz Oberschlesien), utworzonej w październiku 1919 r. przez władze niemieckie na tych terenach Górnego Śląska, które były wówczas pod władaniem niemieckim;
- w l. 1922–1939 do województwa śląskiego, utworzonego 20 czerwca 1922 z przyznanych Polsce obszarów Śląska Górnego (plebiscytowego oraz Cieszyńskiego);
- w l. 1939–1940 ponownie do prowincji Śląsk;
- w l. 1941–1945 ponownie do samodzielnej prowincji Górny Śląsk;
- w l. 1945–1950 do utworzonego 24 lutego 1945 województwa śląskiego, które w potocznym użyciu nazywano województwem śląsko-dąbrowskim;
- od 1950 r. do województwa katowickiego.

Województwo śląskie, które posiadało jako jedyne w Polsce autonomię, oficjalnie przestało istnieć, na mocy dekretu Krajowej Rady Narodowej, dopiero 6 maja 1945.

## Gospodarka
Powiat miał charakter wybitnie przemysłowy. Na jego terenie znajdowały się kopalnie węgla, huty cynku i żelaza, fabryki chemiczne, fabryki maszyn, cegielnie i różne inne zakłady przemysłowe.
| Gałęzie przemysłu          | Liczba zakładów przem. i rzem. | Liczba zatrudnionych | Przeciętna liczba zatrudnionych |
| -------------------------- | ------------------------------ | -------------------- | ------------------------------- |
| Górnictwo                  | 19                             | 37 683               | 1903,3                          |
| Hutnictwo                  | 10                             | 25 747               | 2574,7                          |
| Przemysł metalowy          | 161                            | 7832                 | 48,6                            |
| Przemysł elektrotechniczny | 20                             | 310                  | 15,5                            |
| Przemysł chemiczny         | 63                             | 2478                 | 39,3                            |
| Przemysł odzieżowy         | 415                            | 700                  | 1,7                             |
| Przemysł drzewny           | 95                             | 462                  | 4,9                             |
| Przemysł spożywczy         | 736                            | 2290                 | 3,1                             |
| Inne                       | 79                             | 1418                 | 17,9                            |

Tabela nie ujmuje przemysłu budowlanego, który miał na terenie powiatu ponad 30 większych przedsiębiorstw oraz 11 cegielni.
W tym okresie dyskusyjne było pojęcie granicy pomiędzy przemysłem a rzemiosłem. Statystyka zakładów przemysłowych i rzemieślniczych z 1946 r. w jednakowy sposób traktowała wszystkie istniejące wówczas zakłady przemysłowe (produkcyjne) i rzemieślnicze (usługowe). Przykładowo w ten sam sposób ujęto i Hutę „Pokój” z Nowego Bytomia, zatrudniającą 6637 osób i zakład stolarski z Kochłowic zatrudniający 2 osoby.

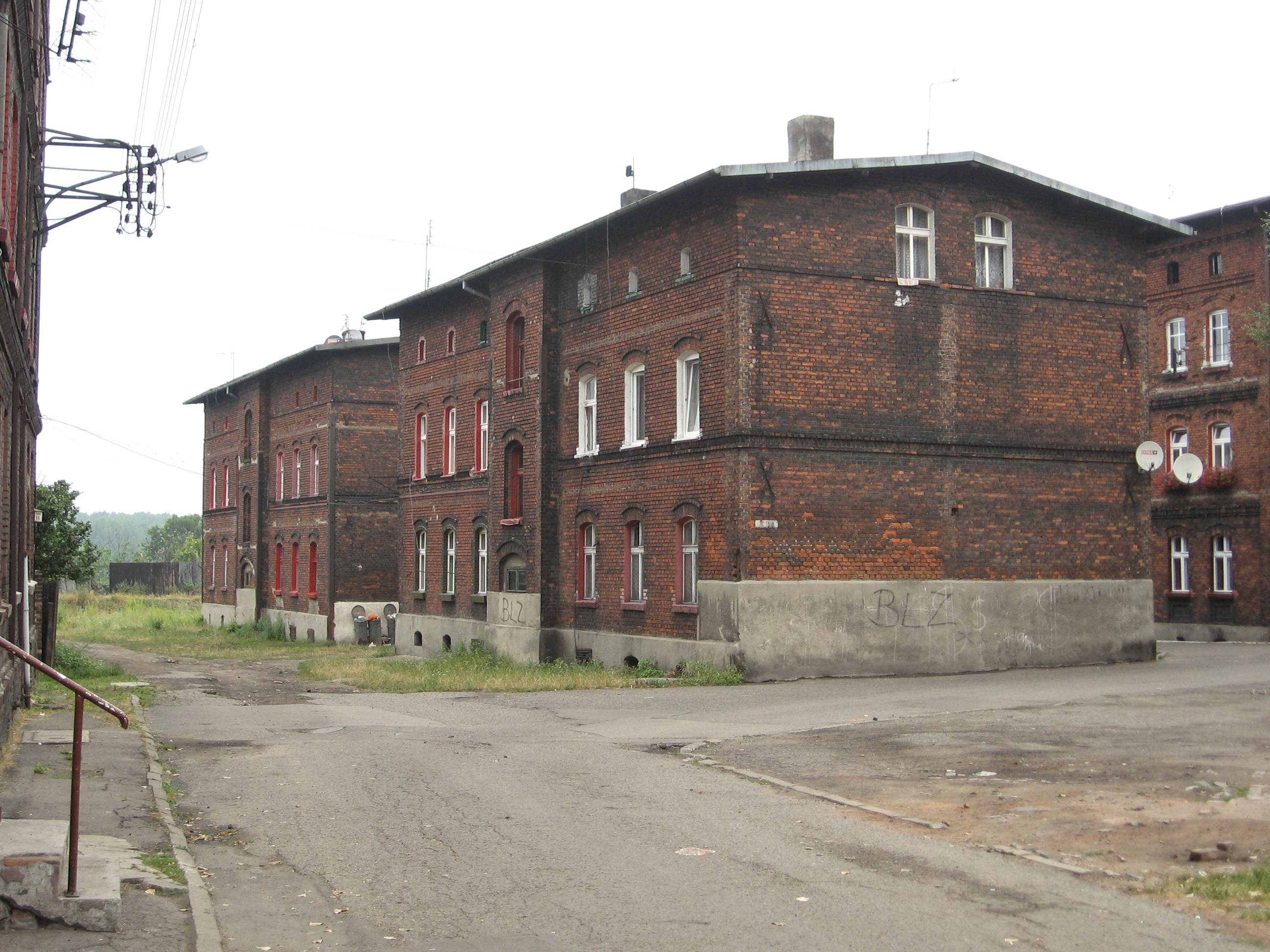
Familoki w Lipinach – widok obecny

Wykazana w tabeli liczba zakładów przemysłowych i rzemieślniczych oraz wielkość zatrudnienia – przy powierzchni 217,52 km² – dawała wówczas największą ich koncentrację wśród powiatów wiejskich w Polsce. Podobnie było z koncentracją zatrudnienia.
Charakterystyczne dla powiatu były biedaszyby i familoki.
Od momentu pojawienia się kopalń węgla kamiennego na Górnym Śląsku miało miejsce dzikie, bardzo niebezpieczne, kopalnictwo węgla w tzw. biedaszybach. Stanowiły one często jedyne źródło utrzymania pracujących przy nich całych rodzin. Węgiel z biedaszybów był dużo tańszy od sprzedawanego przez kopalnie, stąd też biedaszyby na żądanie właścicieli kopalń były niszczone przez policję. Powstawanie i działalność nielegalnych szybów wydobywczych w powiecie katowickim nasiliły się – ze względu na biedę i duże bezrobocie – w okresie kryzysu gospodarczego w latach 1929–1935. Na powiat ten przypadało wówczas aż 75% wydobycia wszystkich biedaszybów. Największa ich liczba występowała w okolicy Mysłowic i na Wełnowcu.
Wielorodzinne budynki z cegły, zwane familokami, powstały na przełomie XIX i XX w., a przeznaczone były przede wszystkim dla rodzin górników i hutników. Rodzina w familoku zajmowała mieszkanie składające się z pokoju i kuchni. Ubikacje były wspólne dla mieszkańców klatki schodowej i znajdowały się na podwórzu. Na podwórzu znajdowały się też tzw. chlywiki, w których mieszkańcy trzymali węgiel i hodowali drobny inwentarz.
Sieć drogowa była bardzo gęsta. Ulice były przeważnie brukowane i zaopatrzone w chodniki. Większość gmin miała zabudowę typowo miejską. Wszystkie były zelektryfikowane, zaopatrzone w wodę i kanalizację.
Rolnictwo wobec braku odpowiednich warunków było słabo rozwinięte i nie miało większego znaczenia. Spis przeprowadzony w 1931 r. wykazał, że w powiecie znajdowało się 51,9% ziemi używanej rolniczo, 22,3% lasów (najmniej w województwie) oraz 25,8% innych gruntów i nieużytków. Warunki naturalne występujące w powiecie (ukształtowanie terenu, klimat, gleby) sprzyjały uprawie roślin zbożowych, a zwłaszcza żyta, owsa i ziemniaków.

## Przemiany administracyjne
Powiat katowicki, obejmujący pierwotnie również obszar Katowic, utworzony został w 1873 r. z terenów, które odłączono od powiatu bytomskiego. W 1897 r. przyznano Katowicom status wyodrębnionego powiatu grodzkiego (miejskiego). Jego granice objęły także gminy podmiejskie: Bogucice-Zawodzie, Dąb bez Józefowca, Wełnowiec i Załęże. Katowice wyłączono z powiatu katowickiego, zwanego później katowickim powiatem wiejskim (ziemskim) (Landkreis Kattowitz).
Po I wojnie światowej, powstaniach śląskich i plebiscycie przyznano Polsce część Górnego Śląska. Na terenach przyłączonych do Polski nastąpiła zmiana nazw niemieckich na polskie. Wśród dziewięciu przyznanych Polsce powiatów były również powiaty katowickie.
Katowicki powiat wiejski obejmował wówczas jedno miasto, 23 gminy oraz 18 obszarów dworskich. Tym jedynym miastem były Mysłowice, posiadające prawa miejskie od ok. 1260 r.
Istniejące obszary dworskie uległy likwidacji na mocy ustawy Sejmu Śląskiego z 10 lipca 1923 poprzez wcielenie ich do przyległych gmin. Przykładowo obszar dworski Wirek połączono z gminą Nowa Wieś. Z jednego tylko obszaru dworskiego (Bytków-Wełnowiec) utworzono samodzielną gminę Wełnowiec, którą powiększono równocześnie o osady Józefowiec i Huta Agnieszki, należące poprzednio do gminy Dąb.

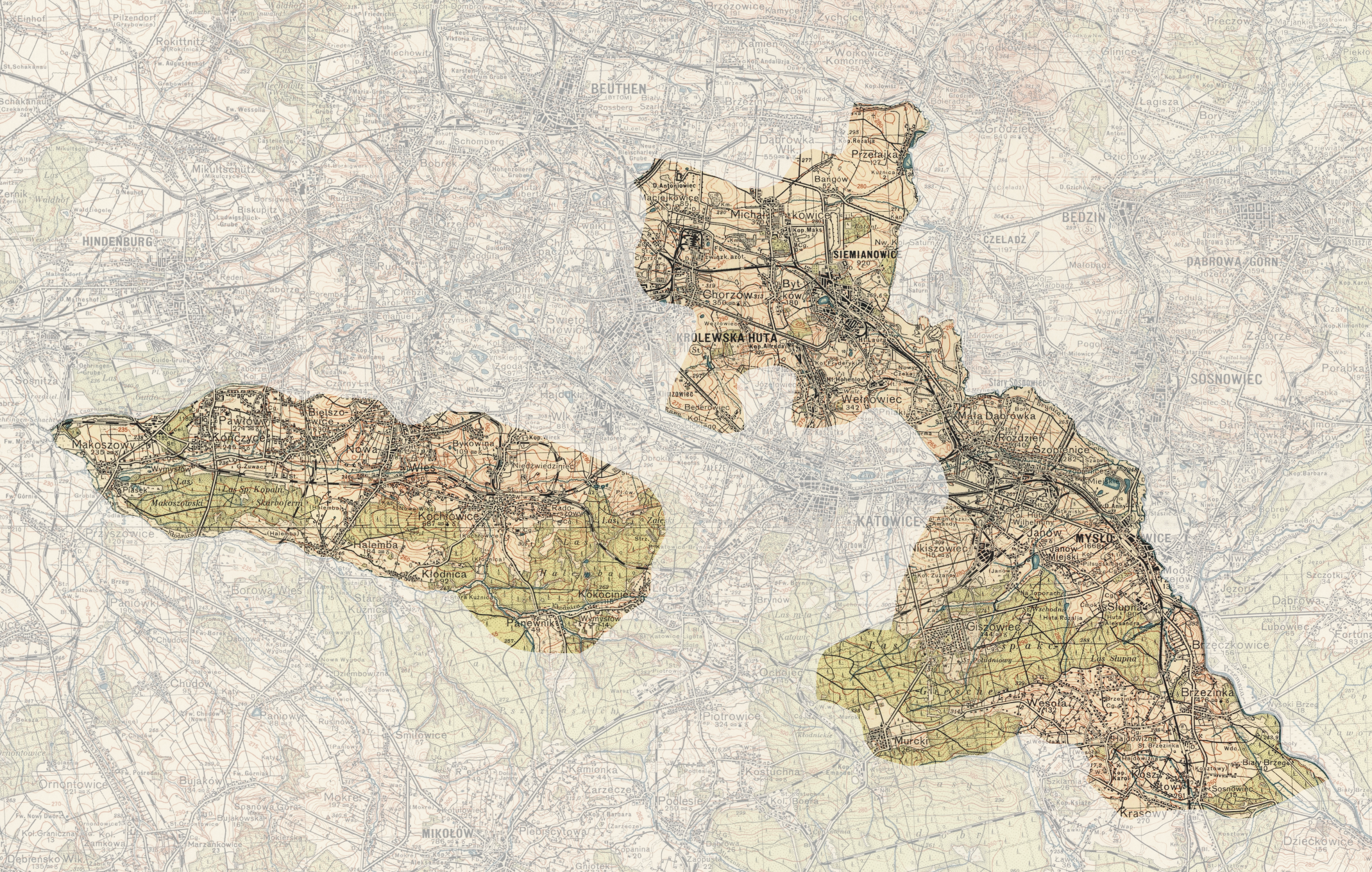
Powiat katowicki w 1933 r. na mapie topograficznej WIG w skali 1:100 000

W latach międzywojennych dokonano kilku istotnych zmian granic powiatu. Na mocy ustawy z 15 lutego 1924, po zniesieniu powiatu rudzkiego, do powiatu przyłączono gminy Bielszowice, Kończyce, Makoszowy i Pawłów. W tym samym roku 15 lipca Sejm Śląski uchwalił ustawę o wyłączeniu z powiatu gmin: Załęże, Bogucice, Brynów i Ligota Pszczyńska oraz przyłączeniu ich do wydzielonego miasta Katowice. 1 lutego 1930 gminę Maciejkowice odłączono od powiatu, przyłączając ją do gminy wiejskiej Chorzów. W 1933 r. część gminy Brzęczkowice przyłączono do Mysłowic. Tymczasem (23 czerwca 1932) gmina wiejska Siemianowice Śląskie otrzymała prawa miejskie.
Ustawą z 7 marca 1939 zniesiono powiat świętochłowicki, a gminy tego powiatu: Chropaczów, Godulę, Lipiny, Łagiewniki, Nowy Bytom, Orzegów, Rudę i Świętochłowice włączono do powiatu katowickiego. Pozostałe gminy zniesionego powiatu zostały włączone do powiatu tarnogórskiego.
W czasie okupacji granice powiatu nie uległy zasadniczej zmianie. 
Tak ukształtowany administracyjnie powiat po przejściu Armii Czerwonej w styczniu 1945 r. liczył 2 miasta niewydzielone oraz 28 gmin wiejskich.

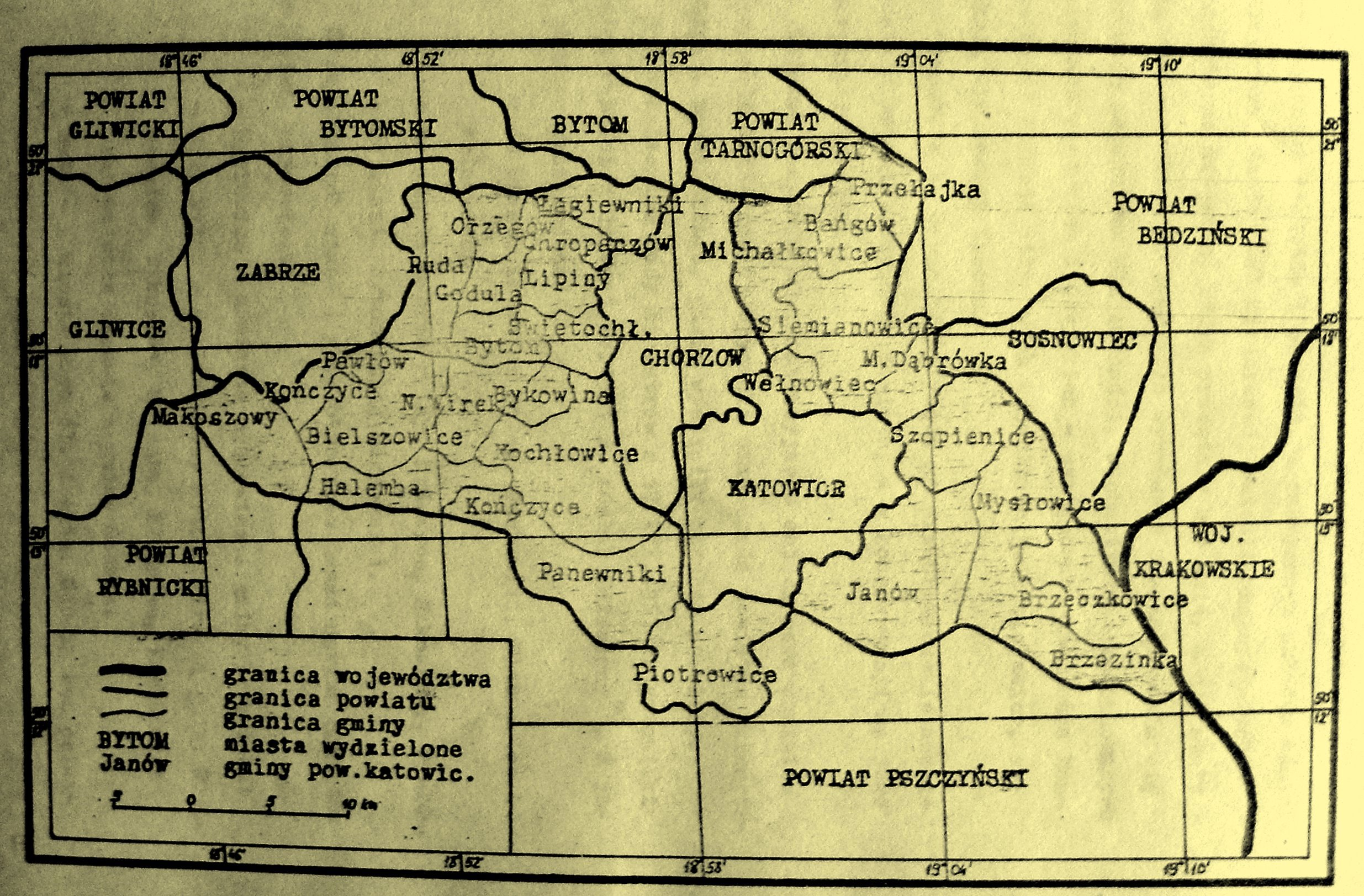
Podział administracyjny powiatu katowickiego w latach 1945–1950

W wyniku rozporządzenia wojewody śląskiego z 27 listopada 1945 utworzono na terenie powiatu, obok miast Mysłowice i Siemianowice Śląskie, 26 gmin wiejskich. 1 grudnia 1945 gminę Kłodnica włączono do obszaru gminy Halemba, a gminę Brzęczkowice do miasta Mysłowice. Pozostałe gminy obejmowały dotychczasowe obszary i były gminami jednostkowymi. W ówczesnym województwie istniały jeszcze gminy zbiorcze i gromady.
W latach 1946–1950 nie zaistniały żadne zmiany w podziale administracyjnym powiatu, dało się jednak zaobserwować coraz szerszą współpracę między gminami większymi, o charakterze miejskim, a sąsiadującymi z nimi gminami typowo wiejskimi. W marcu 1946 r. wysunięto projekt przyłączenia Michałkowic, Bańgowa, Przełajki i Dąbrówki Małej do Siemianowic Śląskich i utworzenia siemianowickiego powiatu miejskiego (grodzkiego). Istniały także wersje przyłączenia Panewnik i Wełnowca do Katowic oraz Rudy do powiatu bytomskiego. Projekty te jednakże nie zostały zrealizowane ze względu na sprzeciw gmin, które miały zostać przyłączone do Katowic i powiatu bytomskiego, a także sprzeciw starosty powiatu katowickiego.
W związku z dotkliwym brakiem terenów rolnych i leśnych przy znacznej gęstości zaludnienia, a także niewystarczalności finansowej powiatu, starosta dr Jerzy Łaszcz w kwietniu 1945 r. wysunął projekt powiększenia granic powiatu poprzez przyłączenie 34 gmin z pow. pszczyńskiego (m.in. Dziećkowice, Imielin, Kopciowice, Kosztowy, Lędziny), 5 gmin z pow. rybnickiego i 3 gmin z pow. tarnogórskiego (m.in. Dąbrówka Wielka). Powierzchnia powiatu powiększyłaby się w takim przypadku z 217,52 km² do ok. 740 km², a ludności byłoby ok. 470 tys. Powiatowa Rada Narodowa podjęła nawet uchwałę w tej sprawie, jednakże na skutek braku zgody Zarządu Miejskiego w Pszczynie Wojewódzka Rada Narodowa nie zatwierdziła tej uchwały.
Poprzez stopniowe i coraz większe uprzemysłowienie powiatu następował przyrost zatrudnienia w poszczególnych zakładach pracy, a tym samym ogólny przyrost liczebny ludności. Wiązało się to z coraz bardziej postępującym procesem urbanizacji w niektórych miejscowościach powiatu, mających formalnie status gminy pomimo charakteru typowo miejskiego.
Już 10 lipca 1939 ukazała się ustawa o nadaniu ustroju miejskiego gminom wiejskim: Nowy Bytom, Ruda, Szopienice i Świętochłowice. Ustawa miała wejść w życie 1 stycznia 1940. Jednakże wybuch wojny przeszkodził w jej realizacji i dopiero zarządzenie wojewody śląskiego z 13 lipca 1947 umożliwiło jej wykonanie. Również gmina Nowa Wieś otrzymała z dniem 1 stycznia 1949 ustrój miejski, zmieniając jednocześnie nazwę na Wirek.
W wyniku wskazanych powyżej przeobrażeń ustrojowych powiat katowicki liczył (już do końca swego istnienia) 7 miast oraz 21 gmin wiejskich.
Przemysłowy charakter powiatu wpływał na znaczny wzrost ludności oraz poważne utrudnienia administracyjne. Coraz bardziej narastały dysproporcje pomiędzy naturalnym ciążeniem zakładów i osiedli a faktycznym układem administracyjnym. Następował niedorozwój osiedli przemysłowych o charakterze miejskim, które przestały być wsią, a nie stały się jeszcze miastem. Brak było wyraźnego ukształtowania się ośrodków usługowych dla ludności w chaotycznie rozbudowanych osiedlach miejskich i wiejskich, występowała tendencja koncentracji funkcji usługowych w centrach gmin miejskich ze szkodą dla reszty terenu.
Wszystkie te czynniki wpłynęły na przeprowadzenie nowego podziału administracyjnego powiatu, a w konsekwencji jego faktyczną likwidację.
Reforma podziału administracyjnego objęła, poza powiatem katowickim, także powiat bytomski oraz część powiatów tarnogórskiego i będzińskiego, gdzie wystąpiły podobne problemy.
Rozporządzeniem Rady Ministrów z 17 marca 1951 katowicki powiat ziemski z dniem 1 kwietnia tegoż roku został zniesiony. Z jego obszaru przyłączono:
- do miasta Katowice gminy: Panewniki, Piotrowice i Wełnowiec;
- do miasta Zabrze gminy: Kończyce, Makoszowy, Pawłów;
- do miasta Bytom gminę Łagiewniki.

Z pozostałych miast i gmin utworzono sześć nowych powiatów miejskich:
- Mysłowice – z miasta Mysłowice i gminy Brzezinka;
- Nowy Bytom – z miast Nowy Bytom, Wirek i gmin: Bielszowice, Bykowina, Halemba, Kłodnica, Kochłowice oraz osiedla Chebzie z gminy Godula;
- Ruda – z miasta Ruda i gmin: Godula bez osiedla Chebzie oraz Orzegów;
- Siemianowice – z miasta Siemianowice i gmin: Bańgów, Michałkowice oraz Przełajka;
- Szopienice – z miasta Szopienice oraz gmin Dąbrówka Mała i Janów;
- Świętochłowice – z miasta Świętochłowice oraz gmin Chropaczów i Lipiny.

Skróty:
- PRN Kat. – Powiatowa Rada Narodowa w Katowicach,
- St. Pow. Kat. – Starostwo Powiatu Katowickiego,
- Prez. PRN Kat. – Prezydium Powiatowej Rady Narodowej w Katowicach,
- St. Pow. Kat. – Starostwo Powiatu Katowickiego,
- UWŚl. – Urząd Wojewódzki Śląski,
- WAP – Wojewódzkie Archiwum Państwowe w Katowicach.

## Podział administracyjny (1939-1951)
Powierzchnia, liczba ludności w 1939, 1946 i 1951 r. oraz wykaz pierwszych po zakończeniu okupacji burmistrzów i naczelników gmin (styczeń/luty 1945 r.) oraz zweryfikowanych (czerwiec/lipiec) przewodniczących Miejskich i Gminnych Rad Narodowych powiatu katowickiego:
| Miasto/gmina                  | Nazwa niemiecka     | Powierzchnia (km²) | Liczba ludności | Liczba ludności | Liczba ludności | Burmistrz/naczelnik                                                                                               | Przewodniczący MRN/GRN                                                                                            |
| Miasto/gmina                  | Nazwa niemiecka     | Powierzchnia (km²) | 23 XII 1939     | 14 II 1946      | 1 IV 1951       | Burmistrz/naczelnik                                                                                               | Przewodniczący MRN/GRN                                                                                            |
| ----------------------------- | ------------------- | ------------------ | --------------- | --------------- | --------------- | --- | --- |
| Bańgów                        | Baingow             | 3,89               | 890             | 927             | 992             | Antoni Mateja | Józef Łabęcki |
| Bielszowice                   | Bielschowitz        | 10,5               | 13 753          | 13 240          | 14 483          | Leon Stasiak | Emil Piecha |
| Brzezinka                     | Birkental           | 9                  | 7058            | 6447            | 6806            | Franciszek Nanko                                                                                                  | Alojzy Spałek |
| Brzęczkowice                  | Brzenskowitz        | 4,97               | 4254            | [ b ]           | [ b ]           | Franciszek Drobiniec                                                                                              | Paweł Łytko |
| Bykowina                      | Friedrichsdorf      | 1,6                | 2681            | 2622            | 3587            | Marian Bednorz | Rudolf Zawada |
| Chropaczów                    | Silesiengrube       | 3,27               | 10 827          | 10 216          | 10 979          | Karol Zarian | Herman Kuźnik |
| Dąbrówka Mała                 | Eichenau            | 5,17               | 9832            | 9107            | 10 061          | Błażej Kołodziejczyk                                                                                              | Kurt Proksz |
| Godula                        | Godullahütte        | 3,46               | 8052            | 7721            | 7991            | Franciszek Szczurek                                                                                               | Józef Szczurek |
| Halemba                       | Halemba             | 10,45              | 3815            | 4657            | 4836            | Wincenty Przeliorz                                                                                                | Konrad Błażyca |
| Janów                         | Janow               | 22,27              | [ c ]           | 15 003          | 16 318          | Franciszek Żymła                                                                                                  | Wiktor Koturba |
| Kłodnica                      | bd.                 | 4,51               | 1234            | [ b ]           | [ b ]           | Emanuel Urzon | Szymon Rybol |
| Kochłowice                    | Kochlowitz          | 20,71              | 14 101          | 12 977          | 13 687          | Stanisław Musialski                                                                                               | Marian Myczkowski                                                                                                 |
| Kończyce                      | Kunzendorf          | 1,44               | 5326            | 4970            | 4725            | Brunon Kopernik                                                                                                   | Paweł Dola |
| Lipiny                        | Lipine              | 3,28               | 16 715          | 14 540          | 15 558          | Józef Ćwierczek                                                                                                   | Maksymilian Knapik                                                                                                |
| Łagiewniki                    | Hohenlinde          | 6,13               | 12 373          | 12 016          | 12 871          | Ryszard Nowicz | Aleksander Julikowski                                                                                             |
| Makoszowy                     | Makoschau           | 7,64               | 2872            | 2813            | 2794            | Adam Waistein | Alfons Kobuz |
| Michałkowice                  | Michalkowitz        | 8,56               | 12 665          | 12 038          | 13 618          | Józef Mazurek | Adolf Szubert |
| Mysłowice (miasto)            | Myslowitz           | 20,41              | 36 806          | 23 786          | 28 831          | Ludwik Koperczak                                                                                                  | Józef Bielak |
| Nowa Wieś                     | Neudorf             | 5,88               | 21 787          | 19 602          | 21 135          | Julian Chojnacki                                                                                                  | Józef Stelmach |
| Nowy Bytom                    | Friedenshütte       | 4,44               | 15 616          | 14 120          | 15 993          | Henryk Sprawa | Eugeniusz Biednacki                                                                                               |
| Orzegów                       | Orzegow             | 2,44               | 10 343          | 8464            | 8718            | Paweł Sznek | Adolf Ślęzok |
| Panewniki                     | Panewnik            | 10,96              | 3767            | 3444            | 3859            | Franciszek Sroka                                                                                                  | Teofil Klama |
| Pawłów                        | Paulsdorf           | 1,41               | 5940            | 5310            | 5383            | Paweł Fulczyk | Konrad Wypryszczak                                                                                                |
| Piotrowice                    | Petrowitz           | 10,84              | 16 158          | 15 447          | 17 637          | Aleksander Buczek                                                                                                 | Andrzej Wojciechowski                                                                                             |
| Przełajka                     | Przelaika           | 3,42               | 1332            | 1246            | 1209            | Florian Gawron | Kasper Korfanty                                                                                                   |
| Ruda                          | Ruda                | 10,46              | 21 072          | 18 998          | 19 874          | Konrad Gałązka | Paweł Lipina |
| Siemianowice Śląskie (miasto) | Laurahütte          | 9,66               | 34 756          | 32 708          | 37 246          | Wiktor Chróściel                                                                                                  | Adam Zajdlicz |
| Szopienice                    | Schoppinitz         | 9,17               | 21 248          | 20 854          | 22 637          | Konrad Sieroń | Antoni Stachowski                                                                                                 |
| Świętochłowice                | Schwientochlowitz   | 7,6                | 27 320          | 25 704          | 29 479          | Tomasz Dobiosz | Emil Wojaczek |
| Wełnowiec                     | Hohenlohehütte      | 3,12               | 9797            | 9293            | 10 206          | Wincenty Majewski                                                                                                 | Ludwik Paździor                                                                                                   |
| Powiat katowicki              | Landkreis Kattowitz | 217,52             | 352 500         | 328 272         | 361 556         | Starostą powiatu katowickiego od 5 II 1945 do 24 X 1947 był dr Jerzy Łaszcz. Później zastąpił go Stanisław Herok. | Starostą powiatu katowickiego od 5 II 1945 do 24 X 1947 był dr Jerzy Łaszcz. Później zastąpił go Stanisław Herok. |

## Stosunki demograficzne
| Rok  | Ludność    |
| ---- | ---------- |
| 1875 | 89,4 tys.  |
| 1885 | 105 358    |
| 1890 | 120 762    |
| 1900 | 151 660    |
| 1910 | 216 807    |
| 1921 | 227,7 tys. |
| 1931 | 215,1 tys. |
| 1939 | 352 500    |
| 1940 | 387,3 tys. |
| 1943 | 384,5 tys. |
| 1944 | 389,2 tys. |
| 1945 | 327,6 tys. |
| 1946 | 328 272    |
| 1947 | 361,0 tys. |
| 1948 | 364,2 tys. |
| 1949 | 372,6 tys. |
| 1950 | 370,2 tys. |
| 1951 | 361,6 tys. |

Źródła:
- Ludność i powierzchnia miejscowości pow. katowickiego. Zestawienie zbiorcze z 31 XII 1949 r., WAP PRN Kat. – sygn 98;
- Spis miejscowości powiatu katowickiego z podaniem liczby mieszkańców, WAP Prez. PRN Kat. – sygn. 56;
- Stan ludności pow. katowickiego z dn. 31 XII 1950 r., WAP Prez. PRN Kat.- sygn. 59;
- Kazimierz Dziewoński, Leszek Kosiński, Rozwój i rozmieszczenie ludności Polski w XX wieku, Warszawa 1967, s. 15–16, 19, 26;
- Przemiany polityczno-administracyjne na obszarze dzisiejszego województwa katowickiego, pod red. Józefa Chlebowczyka, „Studia i Materiały z Dziejów Śląska”, 1970, t. X, Wrocław-Kraków s. 341–342, 388;
- Bolesław Reiner, Zmiany organizacji administracji Kościoła Katolickiego na Górnym Śląsku w XIX i XX wieku, „Studia Śląskie”, Seria Nowa, t. XX, Opole 1971, s. 387.

Tabela przedstawia liczbę ludności w czasie istnienia powiatu, przedstawiając jego obraz demograficzny. Liczba ludności określona została na podstawie przeprowadzonych spisów ludności.
Liczba ludności powiatu katowickiego na przestrzeni 69 lat wzrosła o ponad 300%. Głównym czynnikiem tak znacznego wzrostu było rosnące zapotrzebowanie na ręce do pracy dla szybko rozwijającego się przemysłu, zwłaszcza ciężkiego. Wiązało się to ze znacznym napływem i koncentracją ludności przy nowo powstałych zakładach pracy na terenie powiatu. Największy przyrost ludności nastąpił w latach 1875–1910 oraz w latach 1939–1940. Przyrost ludności w latach 1875–1910 należy tłumaczyć eksplozją demograficzną przypadającą na przełom XIX i XX w. Eksplozja ta miała miejsce i największe nasilenie (od lat 70. XIX w.) na ziemiach najdalej wysuniętych na zachód w obrębie obszaru międzywojennego Polski.
Jedną z przyczyn znacznego wzrostu ludności do I wojny światowej był przyrost naturalny. Głównym czynnikiem warunkującym wzrost przyrostu naturalnego jest występowanie dużego współczynnika urodzeń przy małym współczynniku zgonów. Takie zjawisko wystąpiło w powiecie katowickim w 1900 r. – współczynnik urodzeń na 1000 mieszkańców wynosił tutaj 54,0 i był najwyższy na całym terytorium ziem polskich. Z kolei współczynnik zgonów wynosił 24,6. Składało się to na wysoki współczynnik przyrostu naturalnego, wynoszący 29,4. W samym tylko 1900 r. w wyniku przyrostu naturalnego nastąpił wzrost ludności powiatu o 4468 osób. W latach 1885–1918 w gminach Chropaczów, Lipiny i Świętochłowice w wyniku przyrostu naturalnego zaludnienie zwiększyło się o 32 tys. osób.
Spadek liczby ludności, jaki nastąpił w latach 1921–1931, był częściowo wynikiem zmiany granic administracyjnych powiatu, częściowo zaś wiązał się z odpływem ludności niemieckiej, który nastąpił po przeprowadzonym plebiscycie w 1921 r. i przyznaniu powiatu katowickiego Polsce.
W tym okresie, zwłaszcza zaś w latach 1922–1923, nastąpił przypływ Górnoślązaków z tej części, która została przyznana Niemcom. Przybyła również wtedy na teren powiatu pewna liczba inteligencji i drobnomieszczaństwa (głównie z Małopolski) oraz robotnicy szukający pracy i lepszych warunków materialnych. Jednakże od 1924 r. ruch napływowy na teren powiatu został poważnie zahamowany. Przyczyny leżały w pogorszeniu się sytuacji gospodarczej, pogłębionej w 1925 r. wojną celną z Niemcami. Problem polegał na ograniczeniu eksportu węgla, co było automatycznie związane ze zmniejszeniem wydobycia tego surowca, a co za tym idzie zmniejszeniem ilości zatrudnionych robotników.
Powiększenie liczebności mieszkańców w 1939 r. było skutkiem przyłączenia do powiatu części gmin po zlikwidowaniu powiatu świętochłowickiego.
Wraz ze wzrostem liczby ludności w latach 1875–1944 nastąpił też znaczny proces jej zagęszczenia. W 1931 r. powiat katowicki mający wskaźnik gęstości zaludnienia 1379 os./km², znajdował się na drugim miejscu w Polsce po powiecie świętochłowickim (2515 os./km²).
W 1875 r. prawie cała ludność (93,4%) zamieszkiwała gminy wiejskie. Istniało w tym czasie tylko jedno miasto, liczące ok. 6800 mieszkańców. W 1939 r. dwa istniejące miasta zamieszkiwało: Mysłowice ok. 22 300, a Siemianowice ok. 34 700 mieszkańców, co dawało 16,2% ludności miejskiej. Gminy wiejskie zamieszkiwało ok. 295 400 mieszkańców, czyli 83,8% ludności powiatu. Ludność wiejska w dalszym ciągu stanowiła zdecydowaną większość, chociaż sam podział na ludność miejską i wiejską miał niewątpliwie charakter sztuczny, gdyż np. najbardziej zaludniona w Europie wieś Świętochłowice liczyła w 1939 r. 27 300 mieszkańców i miała charakter wybitnie miejski.
W latach II wojny światowej Niemcy, po zajęciu ziem polskich, wcielili ich część z Górnym Śląskiem do Rzeszy. Na ziemie wcielone zaczęli napływać z głębi Rzeszy Niemcy w celu objęcia stanowisk administracyjnych, policyjnych i gospodarczych. Wyniki przeprowadzonej w tym czasie oficjalnej rejestracji ludności (tzw. policyjny spis ludności w grudniu 1939 r.) nie odpowiadały rzeczywistości. Spis wykazał, że aż 95% ludności powiatu zadeklarowało narodowość niemiecką, co nie wydawało się prawdopodobne nawet dla władz niemieckich, które też negatywnie oceniły jego wyniki.
| Razem   | Narodowość       | Narodowość | Narodowość | Narodowość | Narodowość | Narodowość |
| Razem   | niemiecka        | polska     | ukraińska  | czeska     | żydowska   | inne       |
| ------- | ---------------- | ---------- | ---------- | ---------- | ---------- | ---------- |
| 352 500 | 334 939 (95,01%) | 16 843     | 68         | 35         | 345        | 270        |

Właściwy obraz struktury narodowościowej miał ustalić, wprowadzony 2 września 1941, obowiązkowy wpis ludności na niemiecką listę narodowościową. Jego głównym zadaniem miało być ustalenie sprawy obywatelstwa i narodowości mieszkańców ziem wcielonych do Rzeszy.
| Ludność ogółem | Ludność wpisana  | I grupa        | II grupa        | III grupa        | IV grupa       |
| -------------- | ---------------- | -------------- | --------------- | ---------------- | -------------- |
| 384 426        | 311 207 (80,94%) | 23 175 (6,02%) | 43 621 (11,34%) | 228 963 (59,55%) | 15 448 (4,01%) |

Volkslista objęła zatem ponad 80% ogółu ludności powiatu.
Ludność zarejestrowana, lecz nie objęta spisem, to 19 992 (5,19%) Polaków, którzy pomimo grożących sankcji nie podpisali volkslisty oraz 15 096 (4,91%) Niemców.
Na ludność nieujętą w tabeli, czyli ponad 35 tys. osób, składali się głównie jeńcy wojenni oraz robotnicy przymusowi z okupowanego terytorium Rzeszy.
Podczas akcji wpisu, która trwała do końca 1943 r., stosowano przymus i dowolność zaszeregowania wpisu ludności polskiej razem z ludnością niemiecką do różnych grup DVL. Akcja ta nie tylko nie osiągnęła wyznaczonego celu – oddzielenia Niemców od Polaków – ale jeszcze bardziej skomplikowała niejasną strukturę narodowościową.
Znaczny spadek liczby ludności, wynoszący 61,1 tys. mieszkańców, nastąpił na przełomie 1944/1945 r. Na liczbę tę składa się głównie ludność niemiecka, która opuściła teren powiatu w obawie przed zbliżającym się frontem i konsekwencjami, jakie mogła ponieść za swoją działalność w czasie okupacji. Do liczby tej zaliczali się także jeńcy i pracownicy przymusowi zakładów pracy, którzy po wyzwoleniu powracali do swoich rodzinnych stron. Ich liczbę szacuje się na ok. 20 200 osób.
Charakterystycznym zjawiskiem, począwszy od momentu wyzwalania, było osadnictwo żywiołowe, „dzikie”, niekontrolowane zarówno przez władze, jak i przez Państwowy Urząd Repatriacyjny. Duży wzrost liczby ludności, jaki nastąpił pomiędzy lutym 1946 r. a grudniem 1947 r., wynika z faktu, że spis powszechny w 1946 r. nie objął całej ludności. Znaczna część ludności napływowej na teren powiatu w pierwszych miesiącach po wyzwoleniu zarejestrowała się często dopiero po przeprowadzeniu spisu.
Oddzielnym problemem po II wojnie światowej był problem skomplikowanej sytuacji narodowościowej, występujący nie tylko w Polsce. Na konferencji poczdamskiej zadecydowano o rozwiązaniu tego problemu poprzez m.in. przesiedlenie ludności niemieckiej.
Na Górnym Śląsku przede wszystkim należało rozwiązać kwestię usunięcia, wprowadzonego przez niemiecką listę narodowościową, podziału ludności.
Część ludności niemieckiej została na przełomie 1944/1945 ewakuowana przez władze okupacyjne. Ewakuacja nie miała jednakże charakteru powszechnego i przymusowego. Tuż przed nadejściem Armii Czerwonej uciekła także prawie cała niemiecka ludność napływowa, część miejscowych Niemców oraz volksdeutschów, obawiających się odpowiedzialności karnej za swe czyny w czasie okupacji. W powiecie katowickim z przebywających tu w październiku 1943 r. 15 096 Reichsdeutschów, w lipcu 1947 r. pozostało 2974.
Na podstawie planu przesiedlenia, zatwierdzonego przez Międzysojuszniczą Radę Kontroli 20 listopada 1945, rozpoczęto przesiedlenie ludności niemieckiej. Przesiedleniu podlegali Reichsdeutsche oraz posiadacze I i II grupy DVL, którzy nie ubiegali się o rehabilitację, bądź też których wniosek został odrzucony.
Liczba osób zarejestrowanych przez komisje i przeznaczonych do wysiedlenia z powiatu katowickiego wynosiła 31 848, z czego 12 646 zgłosiło chęć wyjazdu do Niemiec. Pozostali, to jest 19 202, zostali zarejestrowani przymusowo. Listy zarejestrowanych były przedkładane komisjom wysiedleńczym, które miały obowiązek sprawdzić, czy rejestracja – zwłaszcza przymusowa – objęła rzeczywiście osoby narodowości niemieckiej.
Ostatecznie z powiatu katowickiego w ciągu całej akcji przesiedleńczej w latach 1945–1950 przesiedlono 8348 osób. Akcja przesiedleńcza doprowadziła do prawie całkowitego usunięcia mniejszości niemieckiej.
W pierwszych powojennych miesiącach odczuwano dotkliwie brak, zwłaszcza wykwalifikowanych ludzi do pracy. Zapotrzebowanie górnośląskich kopalń na wykwalifikowanych robotników było bodźcem do starania się o przyjazd do kraju, choćby części z kilkudziesięciu tysięcy Polaków pracujących w górnictwie, zwłaszcza na terenie Francji i Belgii, a posiadających wysokie kwalifikacje zawodowe. Starania władz doprowadziły do przyjazdu sporej ich liczby do kraju.
Na teren powiatu napłynęli też wysiedleńcy z ZSRR, a także przesiedleńcy z Polski centralnej.
Do 31 grudnia 1948 na terenie powiatu osiedliło się 9790 osób, w tym 1427 przymusowych wysiedleńców ze Wschodu, 3295 repatriantów z Zachodu i 5068 przesiedleńców z Polski centralnej.
Na rozmieszczenie ludności napływowej w poszczególnych gminach miały wpływ wielkość przemysłu i jego zapotrzebowanie na ludzi do pracy oraz sytuacja mieszkaniowa w danej gminie. Największy procentowy przyrost ludności nastąpił w gminach mających rozbudowany i rozbudowujący się przemysł oraz lepszą sytuację mieszkaniową (Bykowina – 39,8%, Mysłowice – 27,3%, Piotrowice – 21,8%).
W okresie 1945–1949 ludność powiatu zwiększyła się o 13,7%, co w liczbach bezwzględnych dawało wzrost o 44 977 osób. Bezpośrednim skutkiem wzrostu liczby ludności powiatu było zwiększenie gęstości zaludnienia. W powiecie występowała największa w Polsce koncentracja ludności na 1 km². W 1950 r. największy wskaźnik gęstości zaludnienia miały: Lipiny i Świętochłowice – po 4033 i Siemianowice – 3882.
Źródła:
- Zofia Boda-Krężel, Sprawa volkslisty na Górnym Śląsku. Koncepcje likwidacji problemu i ich realizacja, Opole 1978, s. 36–37;
- Zygmunt Izdebski, Niemiecka lista narodowa na Górnym Śląsku, Katowice 1946. (Zawiera m.in. podstawowe akty prawne, na których oparto volkslistę);
- Stanisław Waszak, Liczba Niemców w Polsce w latach 1931–1951, „Przegląd Zachodni” 1959, nr 6, s. 344.
- Spis wydanych zaświadczeń na wyjazd do Niemiec w 1945 r., WAP St.Pow.Kat. – sygn. 233;
- Dane o ruchu ludności za okres do 31 XII 1947 Ruch Niemców, WAP UWŚl. Sp.-Pol. – sygn. 432;
- Raport sytuacyjny starosty z dn. 31 XII 1948 r. WAP St.Pow.Kat. – sygn. 116;
- Sprawozdania wydziału społeczno-politycznego za lata 1949–1950, WAP UWŚl. Sp.-Pol. – sygn. 185-188;
- Wysiedlenie Niemców, WAP UWŚl. Sp.-Pol. – sygn. 69/1;
- Zdzisław Łempiński, Przesiedlenie ludności niemieckiej z województwa śląsko – dąbrowskiego w latach 1945–1950, Katowice 1978, s. 165, 220, 245;
- Akcja rehabilitacyjna w Katowicach i przesiedlenie ludności niemieckiej w latach 1945–1950, „Rocznik Katowicki” 1978, s. 71–81.

### Ruch naturalny
| Lata | Stan liczebny | Małzeństwa | Urodzenia | Zgony  | Zgony                                          | Przyrost naturalny |
| Lata | Stan liczebny | Małzeństwa | Urodzenia | ogółem | niemowląt (z wykazanej ogólnej liczby urodzeń) | Przyrost naturalny |
| ---- | ------------- | ---------- | --------- | ------ | ---------------------------------------------- | ------------------ |
| 1938 | 230 943       | 2009       | 5057      | 2725   | 698                                            | + 2332             |
| 1948 | 364 225       | 4479       | 7976      | 3933   | 989                                            | + 4043             |
| 1949 | 372 575       | 4443       | 8644      | 4135   | 907                                            | + 4509             |
| 1950 | 370 229       | 4442       | 9033      | 4146   | 966                                            | + 4887             |

### Napływ ludności
|                  | Repatrianci ze Wschodu | Repatrianci z Zachodu | Przesiedleńcy z Polski Centralnej | Razem  |
| ---------------- | ---------------------- | --------------------- | --------------------------------- | ------ |
| Katowice         | 14 774                 | 6799                  | 28 844                            | 50 417 |
| Powiat katowicki | 1427                   | 3295                  | 5068                              | 9790   |

Źródła:
- Stan ludności na dzień 1 VII 1949 r., WAP UWŚl. Sp.-Pol. sygn – 396;
- Wykaz repatriantów za listopad 1945 r., WAP PUR Pow. Kat.- sygn. 22;
- Wykaz transportów z repatriantami za maj 1946 r., WAP UWŚl. Og. – sygn. 159;
- Wykaz repatriantów za okres 01 I 1946 – 29 IX 1947, PUR Woj. – sygn 808;
- Wykaz repatriantów z Zachodu 1947/48, WAP PUR Pow. Kat. sygn – 26;
- Raport sytuacyjny starosty powiatu katowickiego na grudzień 1948 r., WAP St. Pow. Kat. – sygn 119.